# Heinrich Leher
Heinrich Leher (* 14. August 1848 in München; † 27. August 1909 ebenda) war ein deutscher Journalist und Publizist, er gründete die heimatkundliche Zeitschrift „Das Bayerland“.

## Leben und Wirken

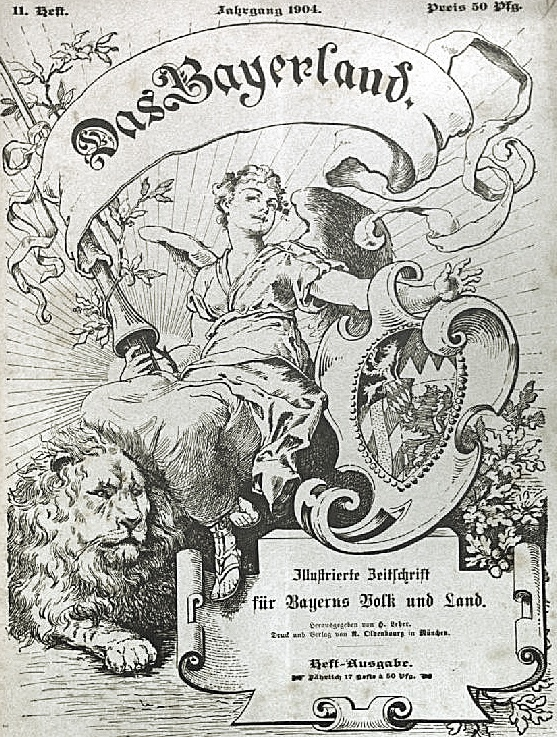
„Das Bayerland“, Titelblatt von 1904

Leher besuchte das Gymnasium in Metten und in Passau, danach begann er eine Apothekerlehre. Er studierte Pharmazie an der Universität München, wo einer seiner Professoren Justus von Liebig war. Im Anschluss an das pharmazeutische Staatsexamen arbeitete Heinrich Lehrer sieben Jahre als Apotheker in der Schweiz und im Rheinland.
Nebenbei war er schriftstellerisch tätig. Unter dem Einfluss des Münchner Zeitungsverlegers Adolf Krätzer (1845–1907) wandte er sich 1881 ganz dem Journalistenberuf zu und trat in die Redaktion des von ihm herausgegebenen „Münchner Fremdenblattes“ ein. Es war eine katholisch-konservative Zeitung, die der persönlichen Geisteshaltung Lehers entsprach, der jedoch dabei immer stolz darauf war, parteipolitisch ungebunden zu sein und sich „mit peinlicher Sorgfalt“ vom Parteienleben ferngehalten zu haben.
1889 verließ Heinrich Leher das „Münchner Fremdenblatt“. Der heimatkundlich und historisch interessierte Journalist gründete im gleichen Jahr die Illustrierte „Das Bayerland“, mit dem Untertitel „Illustrierte Wochenschrift für Bayerns Volk und Land“. Er wollte damit die Heimatverbundenheit zum Königreich Bayern und seinen Landesteilen fördern. Es fanden sich darin hauptsächlich historische und landeskundliche Artikel, oft mit reichhaltiger Bebilderung. Daneben enthielt sie auch Würdigungen bzw. Nachrufe bayerischer Persönlichkeiten sowie belletristische Beiträge. Bis zu seinem Tod war Leher hauptsächlich mit ihrer Herausgabe und Redaktion beschäftigt. Die Zeitschrift wurde zur bedeutendsten ihres Metiers in Bayern und bestand, mit Unterbrechung durch den Zweiten Weltkrieg, bis 1990.

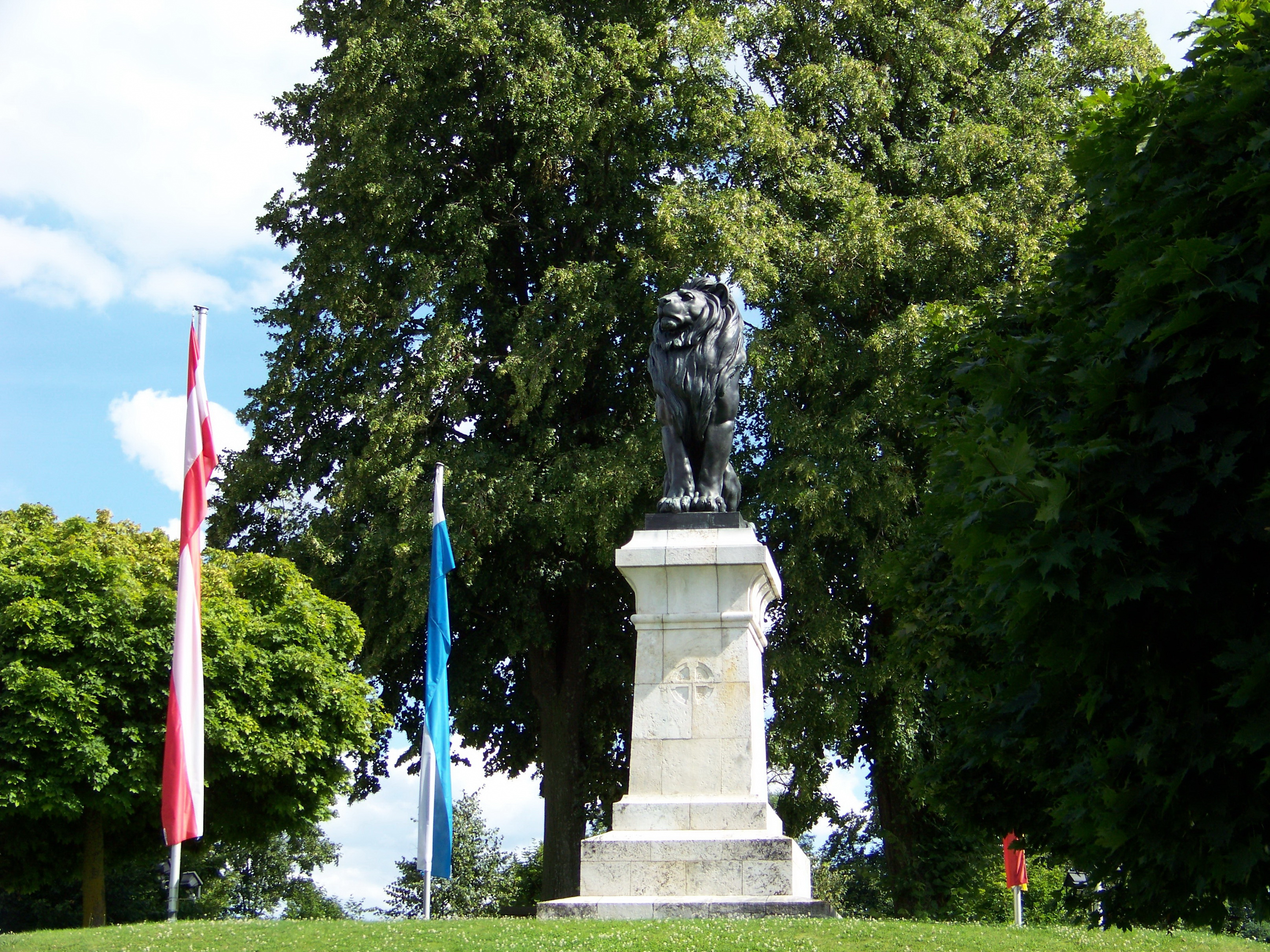
Bayerndenkmal auf dem Schlachtfeld von Eggmühl

Nebenbei betätigte sich Leher als Schauspiel- und Opernreferent des „Neuen Münchner Tageblattes“, ebenfalls einer katholisch-konservativen Zeitung. Heinrich Leher gehörte 1881 zu den Mitbegründern des Münchner Journalisten- und Schriftstellervereins, dessen zweiter Vorsitzender er seit 1903 war. Er trug den Ehrentitel eines wirklichen königlichen Rates. Ab 1906 engagierte sich Leher als prominenter Unterstützer zum Bau eines Bayerndenkmals auf dem Schlachtfeld von Eggmühl (1809).
Die Historikerin Isolde Rieger schreibt über ihn: „Es ist nicht übertrieben zu behaupten dass sich in ihm einer der wenigen hof- und gesellschaftsfähigen Berufsjournalisten präsentierte, den die wilhelminische Ära, in all ihrem bürgerlich steifleinernen Klassengeist, anerkannte und würdigte.“